# 八代星子
八代 星子（やしろ ほしこ、1990年9月21日-）は、秋田テレビ（AKT）のアナウンサー。

## 人物
- 秋田県秋田市出身[2]。A型[2]。152.5cm。
- 秋田県立秋田北高等学校放送部、東北学院大学卒業。
- 2013年、秋田テレビへ入社。
- 趣味は、温泉・映画&ドラマ鑑賞[2]。
- 特技は空手道[2]。
- 2020年(令和2年)、一般男性と結婚。

## 担当番組
太字は、出演中
- Live News あきた -　キャスター（2020年 -）
- JAみどりの広場[2][3]（司会、2016年-2020年）
- 柳葉敏郎のGIBAちゃんとGOLFへGO![2][4]（MC）

## リンク
- 秋田テレビ-八代星子